# Live ’84 (album Black Uhuru)
Live ’84 – czwarty album koncertowy Black Uhuru, jamajskiej grupy muzycznej wykonującej roots reggae.
Płyta została wydana w roku 2000 przez francuską wytwórnię Tabou 1 Records. Według wydawcy, znalazły się na niej nagrania z trasy koncertowej zespołu po USA w roku 1984, jednak na krążku nie pojawia się ani jeden utwór z najnowszych wtedy płyt formacji Chill Out (1982) i Anthem (1984), co może świadczyć, że w rzeczywistości nagrania te pochodzą z lat wcześniejszych.

## Lista utworów
1. "Shine Eye Girl"
2. "Plastic Smile"
3. "Puff She Puff"
4. "I Love King Selassie"
5. "Youths Of Eglington"
6. "Push Push"
7. "General Penitentiary"
8. "Happiness"
9. "World Is Africa"
10. "Sponji Reggae"
11. "Sinsemilla"
12. "Guess Who's Coming To Dinner"
13. "Abortion"

## Muzycy

### Black Uhuru
- Michael Rose – wokal
- Duckie Simpson – chórki
- Puma Jones – chórki

### Instrumentaliści
- Darryl Thompson – gitara
- Mikey "Mao" Chung – gitara rytmiczna
- Robbie Shakespeare – gitara basowa
- Sly Dunbar – perkusja
- Christopher "Sky Juice" Blake – perkusja
- Keith Sterling – instrumenty klawiszowe